# James W. Horne

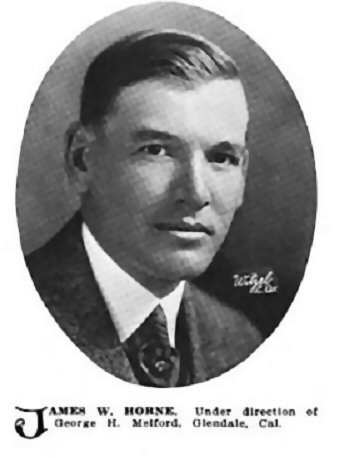
James W. Horne (1914)

James Wesley Horne (* 14. Dezember 1881 in San Francisco, Kalifornien; † 29. Juni 1942 in Los Angeles, Kalifornien) war ein US-amerikanischer Filmregisseur, Drehbuchautor und Schauspieler.

## Leben und Karriere
James W. Horne begann seine Karriere als Theaterschauspieler. 1913 kam er als Schauspieler für die Filme von Regisseur Sidney Olcott nach Hollywood. Bereits ab 1915 arbeitete Horne selbst als Drehbuchautor und Regisseur für zahlreiche Stummfilme, seine Schauspielkarriere beendete er bald darauf. Bis in sein Todesjahr inszenierte der erfahrene Regisseur insgesamt über 60 Langfilme und über 170 Kurzfilme als Regisseur.
Ab Mitte der 1920er-Jahre etablierte er sich als Experte für Slapstick-Komödien. Bekannt sind heute vor allem noch seine zahlreichen Filme, die er als Regisseur mit dem Komikerduo Laurel und Hardy gedreht hat. Er führte unter anderem beim Kurzfilm Das große Geschäft (1929) sowie bei der Westernkomödie Zwei ritten nach Texas (1937) Regie, diese beiden Werke zählen heute zu den renommiertesten und bekanntesten Filmen von Laurel und Hardy. Bei Buster Keatons Stummfilm-Komödie Der Musterschüler (1927) zeigte sich Horne ebenfalls für die Regie verantwortlich. Ab Ende der 1930er-Jahre drehte er einige Filmserials, die zwar nun meist Thriller oder Western waren, in die er aber trotzdem immer wieder Slapstick-Elemente einbaute. Bis zu seinem Tod blieb Horne ein vielbeschäftigter Regisseur.
James Horne starb 1942 im Alter von 60 Jahren an einer Hirnblutung. Mit seiner Frau, der Schauspielerin Cleo Ridgely, war er von 1916 bis zu seinem Tod verheiratet. Sie hatten zwei Töchter. In dem 2018 veröffentlichten Film Stan & Ollie wird Horne von Joseph Balderrama gespielt.

## Filmografie (Auswahl)
- 1915: The Girl Detective
- 1915: Stingaree

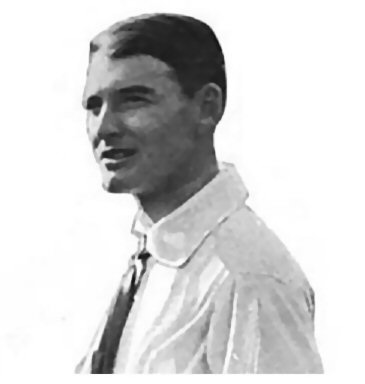
James W. Horne (1915)

- 1917: Mit Büchse und Lasso (The Bull's Eye)
- 1925: Youth and Adventure
- 1927: Der Musterschüler (College)
- 1929: Laurel und Hardy: Das große Geschäft (Big Business)
- 1930: Die kleinen Strolche: When the Wind Blows
- 1930: Zum Nachtisch flotte Damen (Whispering Whoopee)
- 1931: Laurel und Hardy: Die Dame auf der Schulter (Chickens Come Home)
- 1931: Laurel und Hardy: Die Braut wird geklaut (Our Wife)
- 1931: Laurel und Hardy: In der Wüste (Beau Hunks)
- 1931: Laurel und Hardy: Be Big
- 1931: Laurel und Hardy: Come Clean
- 1931: Laurel und Hardy: Alle Hunde lieben Stan (Laughing Gravy)
- 1931: Laurel und Hardy: Retter in der Not (One Good Turn)
- 1932: Laurel und Hardy: Gehen vor Anker (Any Old Port!)
- 1933: Mister Mugg
- 1935: Laurel und Hardy: Wir sind vom schottischen Infanterie-Regiment (Bonnie Scotland)
- 1935: Laurel und Hardy: Zum Nachtisch weiche Birne (Thicker Than Water)
- 1937: Laurel und Hardy: Zwei ritten nach Texas (Way Out West)
- 1937: All Over Town
- 1938: The Spider’s Web
- 1940: The Shadow
- 1941: The Spider Returns
- 1942: Captain Midnight